# Vot rosa
El vot rosa, també denominat vot LGBT, és un terme que fa referència al vot efectuat en un sufragi per les persones pertanyents al col·lectiu LGBTI. També s'usa per referir-se a la influència electoral que exerceix aquest col·lectiu.